# Tapada limenha

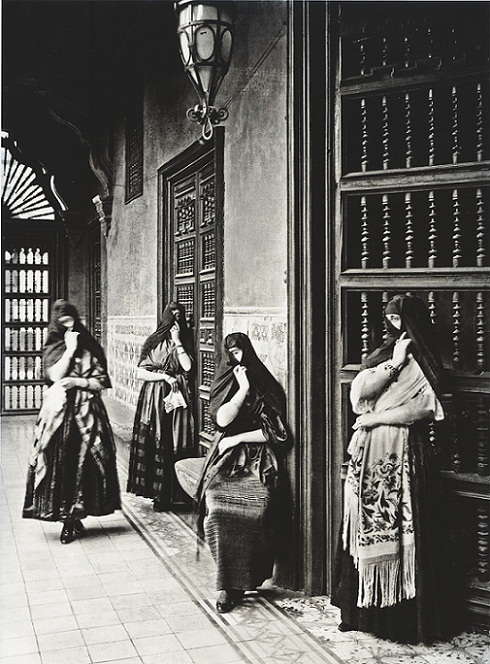
Tapadas limenhas no século XIX, fotografia de Eugène Courret.

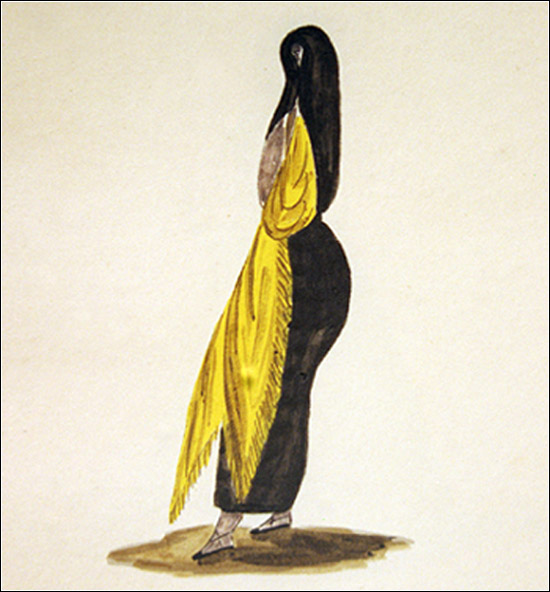
Tampada limenha, segundo aquarela de Pancho Fierro.

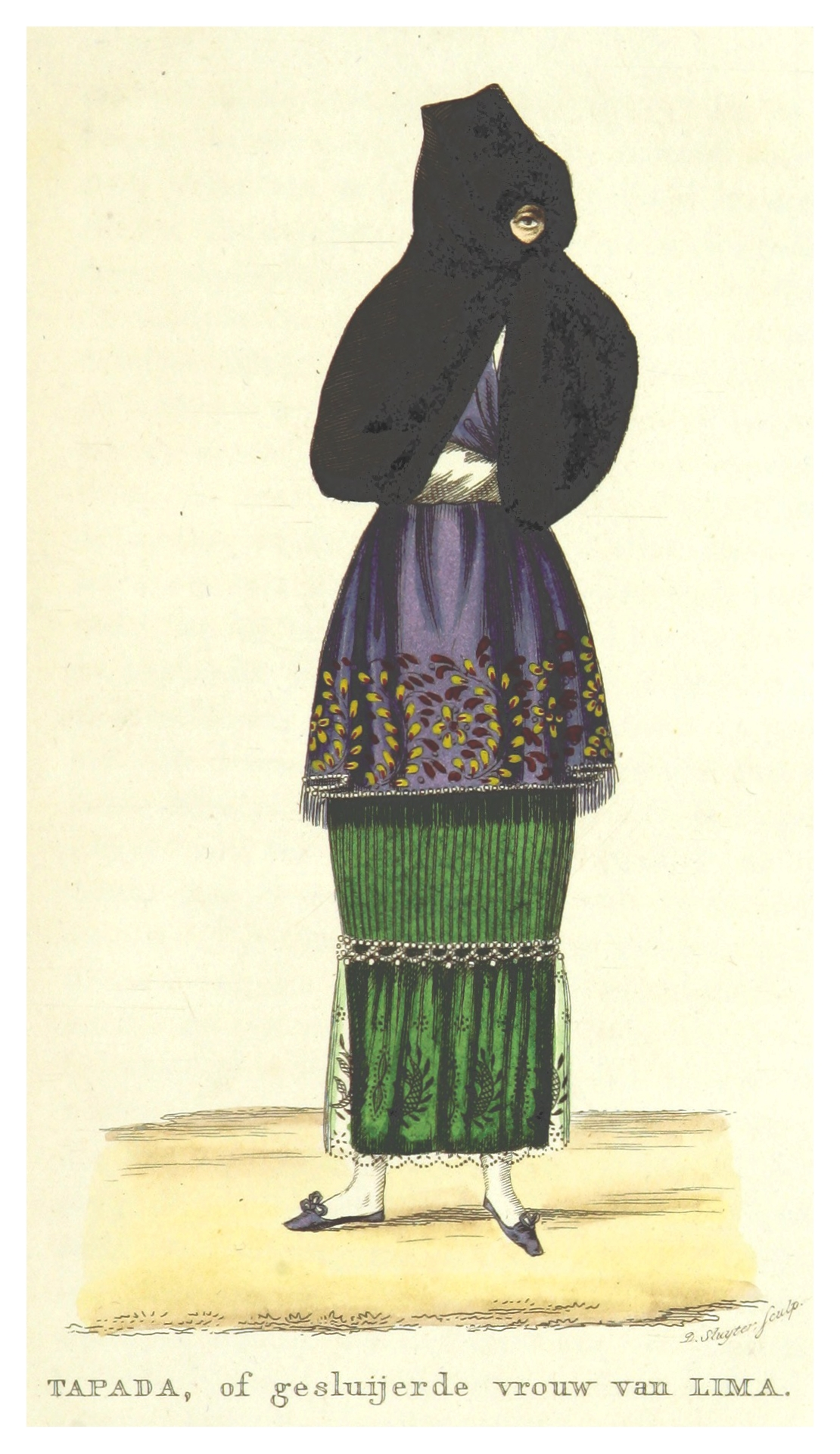
Tampada (c. 1827).

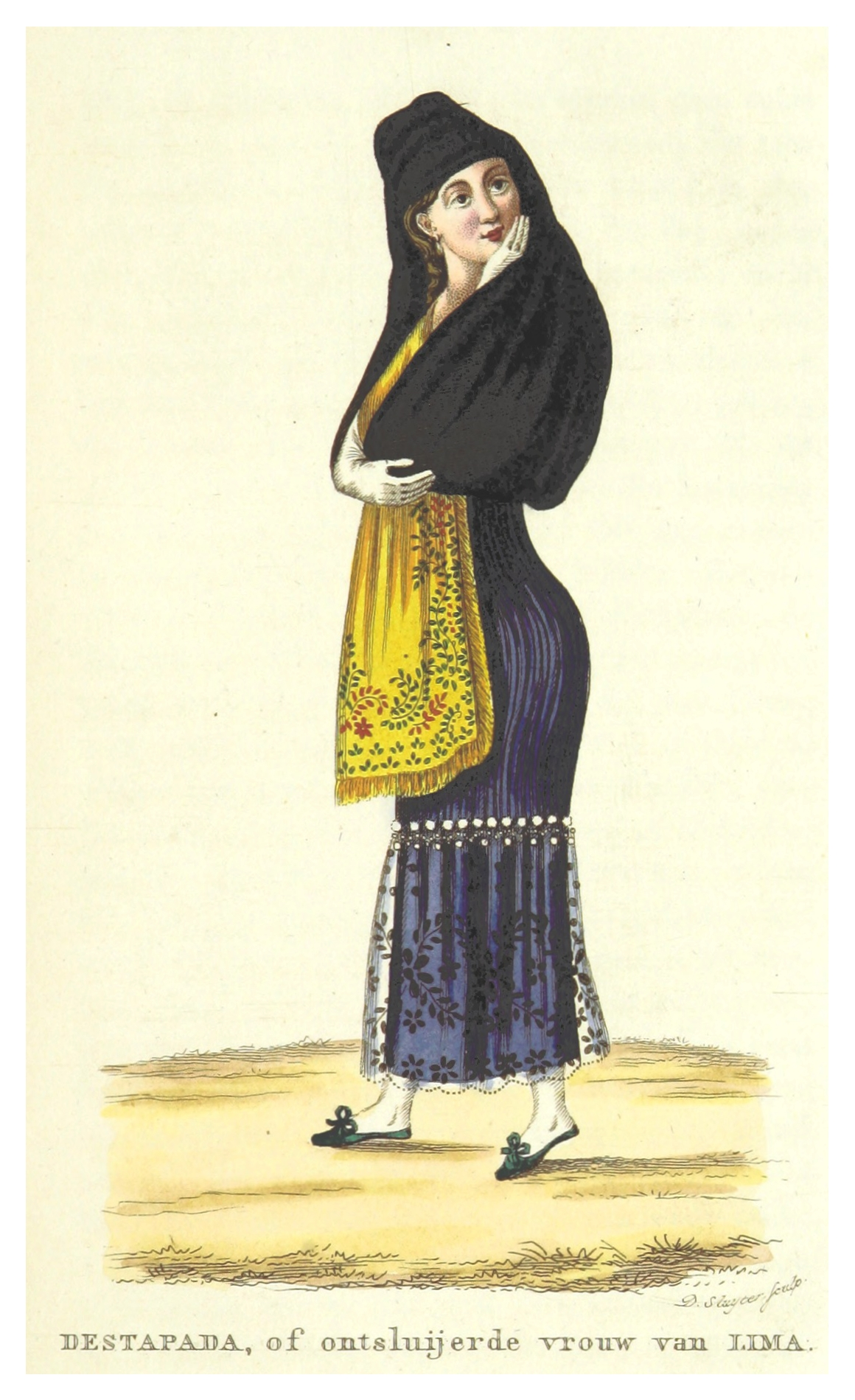
Destapada (c. 1827).

Tapada limenha (em espanhol: tapada limeña) era a denominação que se usava para designar à mulher de Lima, na época do vice-reino do Peru e dos primeiros anos da República. Eram assim chamadas porque essas mulheres cobriam suas cabeças e rostos com xales de seda chamados "saya y manto", deixando apenas um olho exposto. Seu uso começou no século XVI (1560) e se estendeu até o século XIX (1860), ou seja, seu uso foi estendido por trezentos anos e não foi restrito a Lima, também sendo utilizado em outras cidades importantes da região. Em Lima, o costume permaneceu até a República, quando foi preterido pela moda francesa em voga.

## Antecedentes
O arcebispo de Lima (que após sua morte seria venerado e elevado à condição de santo), Toribio Alfonso de Mogrovejo,  pronunciou em 1583, uma enfática rejeição ao costume de Lima de usar a saia e o manto como roupas habituais. Isto aconteceu durante o Terceiro Conselho Provincial que ele mesmo presidiu e que deu origem a uma censura que as Cortes de 1586 confirmaram durante o reinado de Felipe II. Foi acordado que as infratoras seriam multadas em 3.000 maravedis. O medo desse costume, já muito difundido entre as mulheres de Lima e que tantos desentendimentos e confusões geraram, fez com que as autoridades do vice-rei suspeitassem que os primeiros casos de travestismo estivessem ocorrendo na colônia.

## Origem
Acredita-se que o uso desses trajes distintivos de Lima apareceu por volta de 1560. Sobre sua origem tem-se dito que é moura, pelas semelhanças inegáveis que mantêm com os trajes que cobrem o corpo das muçulmanas, embora atualmente se pense que tenha origem castelhana.
Os primeiros depoimentos oficiais que lidam com roupas não eram muito piedosos com suas usuárias:
"O número de mulheres tampadas foi levado a tal extremo, que resultou em grandes ofensas contra Deus e danos consideráveis à República, porque essa forma não  reconhece o pai à filha, nem o marido à mulher. nem o irmão da irmã..."
Muitas foram as ordenanças posteriores a este ato das Cortes de 1586, mas nenhuma pode dissuadir as mulheres de Lima.

## Características
O traje característico da mulher tampada conotava insinuação, coqueteria, proibição e um jogo de sedução. No entanto, ainda era um vestido: a saia contornava os quadris e o manto cobria a cabeça e o rosto, exceto, é claro, um único olho. Atrás do manto podia viver uma avó desdentada, bem como uma mulher de um olho marcada pela varíola. As possibilidades eram muitas, como muitas eram as ocasiões em que garotos galantes ou "velhos imaturos" faziam elogios à esposas, cunhadas, sogras ou filhas que podiam esconder sua verdadeira identidade por trás dos mantos.
A saia era normalmente de seda longa e larga, azul, marrom, verde ou preta. Para prendê-la, era usado um cinto que envolvia sua cintura. Não era raro que mulheres usassem quadris falsos que exageravam seus dons naturais. Abaixo desta saia apareciam sapatos de cetim bordado, que também eram famosos na antiga Lima. O manto também era de seda, amarrado na cintura e nas costas para cobrir a cabeça e o rosto, revelando apenas um olho e talvez os braços.

### Uso político da saia
Com o tempo, as variedades dos trajes andaram de mãos dadas com o clima político, o que as tampadas aproveitavam para favorecer seus caudilhos. Por exemplo, sob Felipe Santiago Salaverry (Presidente do Peru de 23 de fevereiro de 1835 à 7 de fevereiro de 1836) usavam a "saya salaverrina", sob Agustín Gamarra (duas vezes Presidente da República, entre 1 de setembro de 1829 até 20 de dezembro de 1833 e de 25 de agosto de 1838 até 18 de novembro de 1841) usavam a "saya gamarrina", sob Luis José de Orbegoso e Moncada (Presidente entre  21 de dezembro de 1833 e 11 de agosto de 1836), usavam a "saya orbegosina".
As tapadas limenhas eram um ícone na antiga Lima, uma presença original que não existia em nenhuma outra cidade da América Latina. O jogo de insinuações, símbolo da clandestinidade, talvez de uma incipiente liberdade feminina, chamava a atenção dos visitantes que passaram pela capital durante os trezentos anos em que o traje foi usado. No século XIX foram pintadas pelo francês Leonce Angrand, o alemão Johann Moritz Rugendas e o limenho Pancho Fierro, além de serem encenadas por Manuel Ascencio Segura em sua obra satírica "La saya y el manto".
Por sua vez, em "Peregrinaciones de una paria" (1838), Flora Tristán escreveu sobre a saia:
"É feito de diferentes tecidos de acordo com a hierarquia das fileiras e a diversidade das fortunas (...). Só em Lima pode ser feita e as mulheres de Lima fingem que é necessário nascer em Lima para poder ser um trabalhador em caya".Original {{{{{língua}}}}}: Flora Tristán, "Peregrinaciones de una paria", 1838

## Sobre se foi, ou não, uma moda
Ao contrário da opinião de alguns especialistas, a tapada limenha não era uma moda, porque a resistência à mudança e o apego à tradição denotavam uma estabilidade, um conforto que permitia fofocas, intrigas e outros costumes de Lima. No entanto, após trezentos anos de uso, a capa foi desaparecendo e em 1860, a moda francesa havia deslocado o saia e o manto.
Assim terminou uma tradição que, durante três séculos, deu às mulheres de Lima um traje distinto que nenhuma outra cidade tinha na América Latina.

## Veja-se também
- História do Peru
- Centro histórico de Lima
- Lima